# Руська Сорма
Руська Со́рма (рос. Русская Сорма, чув. Вырăс Сурăм) — село у складі Аліковського району Чувашії, Росія. Входить до складу Яндобинського сільського поселення.
Населення — 181 особа (2010; 250 у 2002).
Національний склад:
- чуваші — 84 %